# 絶対連続
数学における絶対連続（ぜったいれんぞく、英: absolute continuity）とは通常の連続性や一様連続性よりも強い条件を課した連続性の概念である。関数と測度とについて、関係しているが見かけ上異なる2つの絶対連続性の定義がなされる。

## 関数の絶対連続性

### 定義
区間 {\displaystyle I\subset \mathbb {R} } から距離空間 (X, d) への写像 f : I → X が絶対連続である (absolutely continuous) とは、次が成り立つことである：
任意の正の数 ε についてある正の数 δ が存在して、I の互いに素な部分区間 (xk, yk) の有限列が
{\displaystyle \sum _{k}\left|y_{k}-x_{k}\right|<\delta }
を満たすときに常に
{\displaystyle \sum _{k}d\left(f(y_{k}),f(x_{k})\right)<\varepsilon }
が成り立つ。
絶対連続性の一般化として、写像 f : I → X の絶対 p-連続性が
{\displaystyle d\left(f(s),f(t)\right)\leq \int _{s}^{t}m(\tau )\,\mathrm {d} \tau \quad \forall [s,t]\subseteq I}
となるような {\displaystyle L^{p}(I;\mathbb {R} )} 関数 m の存在すること、として定められる。

### 性質
絶対連続な写像は一様連続性を満たし、特に連続写像になる。また、リプシッツ連続な写像は絶対連続になる。
絶対連続な関数の和や差は再び絶対連続になり、有界閉区間上の絶対連続関数の積は絶対連続になる。また、有界閉区間上 0 を取らない絶対連続関数の逆数関数は再び絶対連続になる。
実数値絶対連続関数 f はほとんど至る所ルベーグ可積分な微分を持ち、その積分は f の増分になる。
有界閉区間上定義された絶対連続な実数値関数は有界変動になる。また、閉区間上の実数値絶対連続関数 f はルジンの性質 N をもつ：定義域内の測度 0 の任意の集合 L について、f(L) のルベーグ測度は 0 になる。この2つの性質は実数関数の絶対連続性を特徴づけている。
絶対p-連続な関数 f についてその距離微分が定義域上ほとんど至る所存在し、
{\displaystyle d\left(f(s),f(t)\right)\leq \int _{s}^{t}m(\tau )\,\mathrm {d} \tau \quad \forall [s,t]\subseteq I}
を満たす最小の {\displaystyle m\in L^{p}(I;\mathbb {R} )} として特徴づけることができる。

## 測度の絶対連続性
同じ可測空間上の2つの測度 μ と ν について、μ(A) = 0 となる可測集合が必ず ν(A) = 0 を満たすとき ν は μ に関して絶対連続であるといい、ν ≪ μ と書く。
測度の間の絶対連続性は反射律と推移律を満たすが、反対称的でないため半順序ではなく前順序になっている。μ ≪ ν かつ ν ≪ μ を満たすとき測度 μ と ν は互いに同値であるといい、絶対連続性の関係はこの同値類の間の半順序を定めている。
符号付き測度や複素測度の間の絶対連続性はそれぞれの測度の変分の間の絶対連続性として定義される。つまり、符号付き測度 ν = ν+ − ν− が測度 μ に対して絶対連続になるのは μ(A) = 0 である可測集合 A について  ν+(A) + ν−(A) = 0 が成り立つときである。

### ラドン＝ニコディムの定理
ラドン＝ニコディムの定理によれば、測度 μ がσ-有限な測度 ν に対して絶対連続なとき、μ は ν に関する密度関数、あるいはラドン・ニコディム微分を持つ。これは {\displaystyle {d\mu  \over d\nu }} と表される ν-可測関数 f で、任意の ν-可測集合 A について
{\displaystyle \mu (A)=\int _{A}f\,\mathrm {d} \nu }
を満たすものである。
大抵の場合には、n次元ユークリッド空間 {\displaystyle \mathbb {R} ^{n}} の測度について、他のどの測度に対してかということを明示せずに、単に絶対連続であると言う場合にはルベーグ測度についての絶対連続性が意味されている。{\displaystyle \mathbb {R} ^{n}} 上のルベーグ測度は σ-有限なので、絶対連続な測度とは密度関数を持つようなもののことであると言い換えることができる。特に、絶対連続な確率測度とは確率密度関数を持つような測度だと言うことになる。

### ルベーグの分解定理
ルベーグの分解定理によれば、ユークリッド空間上の任意の測度はルベーグ測度に対して絶対連続な測度と特異測度との和に分解できる。

## 2つの絶対連続性の概念の関係
実直線のボレル集合系に関する測度 μ がルベーグ測度に対して絶対連続であることは、関数
{\displaystyle F(x)=\mu ((-\infty ,x])}
が任意の区間への制限に関して絶対連続であることと同値である。これを言い換えれば、実直線上の関数が局所的に絶対連続であることはその分布微分が測度としてルベーグ測度に対し絶対連続であること、ということになる。

## 例
以下に各点で連続だが絶対連続ではない関数の例を挙げる。
- カントール関数
- 次の式で定義される関数 f

{\displaystyle f(x)={\begin{cases}0&(x=0)\\x\sin(1/x)&(x\neq 0)\end{cases}}}
- 非有界閉区間上で考えた関数 ƒ(x) = x2